# Dysschema howardi
Dysschema howardi är en fjärilsart som beskrevs av Edwards 1887. Dysschema howardi ingår i släktet Dysschema och familjen björnspinnare. Inga underarter finns listade i Catalogue of Life.